# L'Eliana
L'Eliana és un municipi del País Valencià situat a la comarca del Camp de Túria.
Limita amb Riba-roja de Túria, Sant Antoni de Benaixeve, la Pobla de Vallbona i Paterna (a la comarca de l'Horta Nord).

## Geografia
Municipi situat al marge esquerre del riu Túria. L'únic nucli de població és la vila de l'Eliana, que se situa al nord del riu, en una petita depressió envoltada per tossals que avui en dia són coberts per urbanitzacions. El terreny és gairebé pla, amb suaus ondulacions i altituds que no sobrepassen els 200 metres. Després del Túria, el barranc de Mandor és la principal via fluvial, si bé compta amb un cabal menor que és subterrani o canalitzat fins passat el nucli urbà. Les séquies Nova i Granotera reguen part del terme. Gran part del terme ha passat d'ús agrícola a residencial, però encara es pot trobar alguns camps de regadiu al sud-oest del terme, mentre que a l'est hi ha l'única massa boscosa del municipi, la Vallesa.

## Història
En 1594 començà una certa activitat pobladora quan els carmelites calçats de València instauraren una granja en terrenys comprats pel prior Miquel de Carranza a Jaume Cherta amb la intenció d'establir-hi una casa de descans per als religiosos. Les terres estaven situades al voltant del mas de la Taverneta o corral Roig, que estava edificat en terme de la Pobla de Vallbona, a la vora del camí que anava de Benaguasil a Paterna. El mas es convertí en lloc de descans i parada dels traginers, i fou l'inici urbanístic de l'actual vila de l'Eliana. Va ser a partir del canvi de nom i de propietaris que començà a anomenar-se amb eixe nom, sinònim de carmelita (el Eliano Carmelo) i que no és més que un derivat d'Elies, una de les principals advocacions dels carmelites.
En 1607 la situació econòmica del convent de València era angoixant, situació que Fr. Juan Heredia atribuïa a l'adquisició de l'heretat. Però la situació va millorar i les terres varen incrementar la seua rendibilitat de manera que en 1679 podien alimentar 100 religiosos.
El cenobi carmelità de l'Eliana estava constituït en 1803 per una casa destinada a la comunitat religiosa –amb un grup de frares que hi residia de manera permanent al que s'afegien uns altres que hi eren temporalment per motius de salut- junt a la qual existia una capella dedicada a Sant Elies i Santa Anna. A més l'heretat incloïa un celler, aljub, graners, almàssera i corrals per al ramat. A més s'hi trobaven els habitatges del jornalers que treballaven directament per als carmelites, i els dels llauradors arrendataris de terres del convent. Quatre dècades després, Madoz descriví les dinou cases dels arrendataris com a mal construïdes, de façanes iguals, de dos pisos i amb grans corrals.
Amb la desamortització de Mendizàbal (1790-1853) les terres foren adquirides per la marquesa de Casa Ramos i el seu marit Adolfo Yanguas, que va incrementar les cases de conreu que constituirien el primer nucli de població.
El procés d'adquisició de les terres començà als 1850 i va durar fins als 1870. La família Casa Ramos va comprar algunes terres directament a l'administració, afegint-ne més procedents d'altres compradors. D'aquesta manera van posseir les millors terres de l'antic convent, les quals varen explotar en règim de colonat. La propietat va passar als seus descendents, marquesos de Càceres.
En 1922, dintre d'un procés de liquidació de part dels béns de la família, es procedí a vendre les terres i el palau. Les parcel·les resultants tenien una superfície d'entre 30 i 140 fanecades d'horta.
La situació en el cas del secà era diferent, amb extensions més grans sobre les quals es desenvoluparien als anys 1960 les principals urbanitzacions del terme.
En 1936, durant la Segona República Espanyola, va fruir durant un any d'autogovern municipal, fins que el 1937 va aconseguir la independència, que serà anul·lada el 1939 pel govern militar de Franco.
Un nou procés per a la segregació municipal de l'Eliana va encetar-se en 1953. Un grup de veïns va presentar un escrit davant l'Ajuntament de la Pobla de Vallbona. Tot i que el document va ser admès a tràmit, durant els següents dos anys no es rebé cap resposta, la qual no més va arribar quan el subdirector general de la Guàrdia Civil, general de divisió Enrique Pastor Rodríguez, va interessar-se per l'evolució dels tràmits. L'1 de maig de 1955, el veïnat va reunir-se en assemblea a la plaça Major, donant suport a la iniciativa de segregació.
La Direcció General d'Administració Local va redactar un informe en 1955 el qual donava com a raons en favor de la creació d'un municipi la seua població (1800 habitants aleshores), la distància de quatre quilòmetres fins a la Pobla i les dotacions de la població, amb parròquia, cementiri i escoles pròpies, així com la força de l'economia local per la presència d'una agricultura en expansió, indústries i turisme d'estiu.
El General Pastor va afegir una altra nota, sense data ni signatura, on es presentaven les queixes sobre la gestió que l'Ajuntament de la Pobla feia dels assumptes de l'Eliana. Així la situació lamentable de les escoles per falta de finançament, el mal estat del llavador, la deficiència de l'enllumenat públic i les clavegueres, la falta d'escorxador propi o el deficient estat dels camins. El document esmentava també la gran contribució econòmica elianera al pressupost de la Pobla.
El 8 de setembre de 1955, l'Ajuntament de la Pobla de Vallbona va adoptar un acord favorable a la segregació de l'Eliana. En resposta, alguns veïns de la Pobla varen presentar un escrit oposant-se a l'acord municipal, i també va ser negativa la reacció del consell local de la Falange, a les hores únic partit legal. Però l'ajuntament poblà va rebutjar les al·legacions per acord plenari de 9 de novembre de 1955.
La tramitació de l'expedient de segregació es demoraria per més de dos anys, fonamentalment a la Diputació Provincial, on els oponents al nou municipi presentaren diversos recursos. De tota manera, el 21 de febrer de 1958 el Consell de Ministres va aprovar la segregació del poble de l'Eliana.
Als anys seixanta es va construir dins de l'obra del Sindicat Vertical el grup d'habitatges del Carme.
El 18 de juliol de 1968 s'inaugurà el dipòsit d'aigua de Montalegre.

En 2015 les eleccions varen donar com a resultat set escons per al PSPV, sis per al PP, dos a Compromís per l'Eliana, i un per a cadascun de EUPV i Ciutadans. Va ser nomenat alcalde Salvador Torrent i Català (PSPV). 

## Demografia
La benignitat del clima i la proximitat a la ciutat de València han afavorit l'establiment de segones residències a l'Eliana, ha creat gran nombre d'urbanitzacions i ha disparat la població des de finals del segle xx.
| 1990  | 1992  | 1994   | 1996   | 1998   | 2000   | 2002   | 2004   | 2005   | 2007   | 2012   | 2017   | 2018   | 2022   |
| ----- | ----- | ------ | ------ | ------ | ------ | ------ | ------ | ------ | ------ | ------ | ------ | ------ | ------ |
| 7.805 | 8.626 | 10.387 | 11.526 | 12.067 | 13.087 | 14.040 | 15.026 | 15.666 | 16.349 | 17.292 | 17.760 | 18.050 | 18.544 |

## Urbanitzacions
A més del nucli urbà, la població es repartix entre les diverses urbanitzacions que l'envolten i que arriben fins a les portes de la vila i els límits del municipi. Per tant, la pràctica totalitat del terme té un caràcter urbà. Són:
- Mont-i-sol[7] o Montsol,[8] habitualment esmentat en la seua forma castellana Montesol.[9][10] Se situa a l'est del poble i és vertebrada per l'avinguda de les Delícies. És una de les urbanitzacions més grans pel que fa a població.
- Mont Pilar,[8] habitualment esmentat com a Montepilar, nom castellà. Se situa al sud del poble.[7]
- Camp de Túria. Se situa a l'oest del poble.[7]
- Montalegre,[8] habitualment esmentat com a Montealegre, nom castellà. Se situa al sud-oest del nucli urbà.[7]
- El Carme,[8] també conegut com a Colònia del Carme,[11] situat a l'est del poble.[7]
- Hendaia,[8] situada al nord-est.[7]
- Les Taules,[8] situada al nord-est.[7]
- Entrepins,[8] situat a l'extrem oriental del terme i fitant amb el bosc de la Vallesa.[12]
- La Masia de Cassany,[8] situada entre Mont-i-sol i Entrepins.[12]
- Bonavista,[8] habitualment esmentat com a Buenavista, nom castellà. Se situa al nord-est del nucli urbà.[7]
- L'Almassereta.[8] Se situa al nord del nucli urbà.[7]
- El Gallipont.[8] Partida rural i urbanització al sud-oest del poble.[12]
- El Llac, situat al sud, i habitualment esmentat com a El Lago (en castellà).[13][11]
- El Paradís,[8] situat al nord-oest, i habitualment esmentat com a El Paraiso (en castellà).[13][11]
- La Torre del Virrei,[8] situada al sud-oest i al costat del palau homònim.[11]
- El Pla de la Paella,[8] a l'extrem oriental del terme.[11]
- La Vall, habitualment esmentat com a El Valle (en castellà).[11]
- L'Escorial,[8] a l'extrem nord-oriental del terme.[11]
- Els Ametllers, habitualment esmentat com a Los Almendros (en castellà).[13][13]

## Economia
El mateix fenomen que ha transformat la superfície i la demografia locals ha canviat l'economia local; l'Eliana actualment viu gairebé exclusivament del sector serveis: constructores, immobiliàries, grans superfícies comercials (el Centre Comercial El Osito, situat al límit occidental del terme, es compartix amb la Pobla de Vallbona), etc.

## Política i govern

### Composició de la Corporació Municipal
L'Eliana está governada per una corporació local formada per regidors elegits cada quatre anys per sufragi universal. El cens electoral està compost per tots els residents empadronats a l'Eliana majors de 18 anys nacionals d'Espanya i dels altres països membres de la Unió Europea.
Segons el que disposa la Llei del règim electoral general, que establix el nombre de regidors elegibles en funció de la població del municipi, la Corporació Municipal de l'Eliana està formada per 17 regidors.

#### Eleccions de 2023
En les eleccions municipals de 28 de maig de 2023 foren elegits 8 regidors del Partit Socialista del País Valencià (PSPV-PSOE), 7 del Partit Popular (PP), 1 de Vox i 1 d'Accord per Guanyar (coalició de Compromís i Esquerra Unida).
| Eleccions municipals de 28 de maig de 2023 - l'Eliana |                                          |                                     |                                     |         |          |          |
| Candidatura | Candidatura                              | Candidatura                         | Cap de llista                       | Vots    | Vots     | Regidors |
| | Partit Socialista del País Valencià-PSOE |                                     | Salvador Torrent Catalá             | 4.553   | 43,28%   | 8 (-1)   |
| | Partit Popular                           |                                     | María José Marco Sanchis            | 3.821   | 36,32%   | 7 (+1)   |
| | Vox                                      |                                     | José Noales Torres                  | 1.021   | 10,37%   | 1 (+1)   |
| | Sumar per l'Eliana - Acord per Guanyar   |                                     | Isabel Montaner Borja               | 645     | 6,33%    | 1 ()     |
| | Altres candidatures                      |                                     |                                     | 261     | 2,48%    | 0 ( -1)  |
| | Vots en blanc                            |                                     |                                     | 147     | 1,39%    |          |
| Total vots vàlids i regidors | Total vots vàlids i regidors             | Total vots vàlids i regidors        | Total vots vàlids i regidors        | 10.518  | 100 %    | 17       |
| | Vots nuls                                | Vots nuls                           | Vots nuls                           | 80      | 0,75%    |          |
| Participació (vots vàlids més nuls) | Participació (vots vàlids més nuls)      | Participació (vots vàlids més nuls) | Participació (vots vàlids més nuls) | 10.598  | 73,00%** |          |
| Abstenció | Abstenció                                | Abstenció                           | Abstenció                           | 3.919*  | 26,99%** |          |
| Total cens electoral | Total cens electoral                     | Total cens electoral                | Total cens electoral                | 14.517* | 100 %**  |          |
| Alcalde: Salvador Torrent Catalá (PSPV) (15/06/2019) Per ser la llista més votada, després de no haver obtingut majoria absoluta dels regidors (8 vots de PSPV) |                                          |                                     |                                     |         |          |          |
| Fonts: JEC, JEZ Llíria, M. Interior, Periòdic Ara. (* No són vots sinó electors. ** Percentatge respecte del cens electoral.)                                   |                                          |                                     |                                     |         |          |          |

#### Eleccions de 2019
En les eleccions municipals de 26 de maig de 2019 foren elegits 9 regidors del Partit Socialista del País Valencià (PSPV-PSOE), 6 del Partit Popular (PP), 1 de Ciutadans - Partit de la Ciutadania (Cs) i 1 de Compromís per l'Eliana (Compromís).
| Eleccions municipals de 26 de maig de 2019 - l'Eliana                                                                         |                                          |                                     |                                     |         |          |          |
| Candidatura | Candidatura                              | Candidatura                         | Cap de llista                       | Vots    | Vots     | Regidors |
| | Partit Socialista del País Valencià-PSOE |                                     | Salvador Torrent Catalá             | 3.886   | 42,78%   | 9 (+2)   |
| | Partit Popular                           |                                     | María José Marco Sanchis            | 2.987   | 32,89%   | 6 ()     |
| | Ciutadans - Partit de la Ciutadania      |                                     | Salvador Martínez Medina            | 685     | 7,54%    | 1 ()     |
| | Compromís per l'Eliana                   |                                     | Isabel Montaner Borja               | 573     | 6,31%    | 1 (-1)   |
| | Altres candidatures                      |                                     |                                     | 885     | 9,76%    | 0 ( -1)  |
| | Vots en blanc                            |                                     |                                     | 67      | 0,74%    |          |
| Total vots vàlids i regidors                                                                                                  | Total vots vàlids i regidors             | Total vots vàlids i regidors        | Total vots vàlids i regidors        | 9.083   | 100 %    | 17       |
| | Vots nuls                                | Vots nuls                           | Vots nuls                           | 32      | 0,35%    |          |
| Participació (vots vàlids més nuls)                                                                                           | Participació (vots vàlids més nuls)      | Participació (vots vàlids més nuls) | Participació (vots vàlids més nuls) | 9.115   | 65,99%** |          |
| Abstenció | Abstenció                                | Abstenció                           | Abstenció                           | 4.697*  | 34,01%** |          |
| Total cens electoral | Total cens electoral                     | Total cens electoral                | Total cens electoral                | 13.812* | 100 %**  |          |
| Alcalde: Salvador Torrent Catalá (PSPV) (15/06/2019) Per majoria absoluta dels vots dels regidors (9 vots de PSPV)            |                                          |                                     |                                     |         |          |          |
| Fonts: JEC, JEZ Llíria, M. Interior, Periòdic Ara. (* No són vots sinó electors. ** Percentatge respecte del cens electoral.) |                                          |                                     |                                     |         |          |          |

### Alcaldes
Des de 2015 l'alcalde de l'Eliana és Salvador Torrent Catalá (PSPV).
| Període                       | Alcalde o alcaldessa                               | Partit polític | Data de possessió     | Observacions         |
| ----------------------------- | -------------------------------------------------- | -------------- | --------------------- | -------------------- |
| 1979–1983                     | Lluís Escrivà i Coll                               | PSPV-PSOE      | 19/04/1979            | --                   |
| 1983–1987                     | Vicent Tarrazona i Hervás                          | PSPV-PSOE      | 28/05/1983            | --                   |
| 1987–1991                     | Vicent Tarrazona i Hervás                          | PSPV-PSOE      | 30/06/1987            | --                   |
| 1991–1995                     | Vicent Tarrazona i Hervás                          | PSPV-PSOE      | 15/06/1991            | --                   |
| 1995–1999                     | Vicent Tarrazona i Hervás José María Ángel Batalla | PSPV-PSOE      | 17/06/1995 24/12/1997 | Dimissió/renúncia -- |
| 1999–2003                     | José María Ángel Batalla                           | PSPV-PSOE      | 03/07/1999            | --                   |
| 2003–2007                     | José María Ángel Batalla                           | PSPV-PSOE      | 14/06/2003            | --                   |
| 2007–2011                     | José María Ángel Batalla                           | PSPV-PSOE      | 16/06/2007            | --                   |
| 2011–2015                     | José María Ángel Batalla                           | PSPV-PSOE      | 11/06/2011            | --                   |
| 2015–2019                     | Salvador Torrent Català                            | PSPV-PSOE      | 13/06/2015            | --                   |
| 2019-2023                     | Salvador Torrent Català                            | PSPV-PSOE      | 15/06/2019            | --                   |
| Des de 2023                   | Salvador Torrent Català                            | PSPV-PSOE      | 17/06/2023            | --                   |
| Fonts: Generalitat Valenciana |                                                    |                |                       |                      |

El primer alcalde que tingué l'Eliana després de la seua declaració com a municipi independent prengué possessió del càrrec el 23 de febrer de 1959, a un acte multitudinari que tingué lloc a la plaça Major del nou municipi. Fou nomenat pel Governador Civil de la província de València, Jesús Posada Cacho, amb la intenció de regir els interessos municipals fins que es constituïra l'Ajuntament per via ordinària.
Amb anterioritat el poble havia lluitat per la seua independència. De fet, el 19 de juliol de 1937 es dugué a terme la sessió inaugural del Consell Municipal de l'Eliana, en la qual Ricardo Llopis Quinto va ser nomenat alcalde de l'Eliana. L'autonomia com a municipi no va durar molt de temps, ja que a l'agost del 1939 el Ministeri de Governació va anul·lar la segregació del 37 emparant-se en el fet que no era vàlida per haver-se adoptat en període "vermell". En conseqüència, va passar a ser nomenat alcalde pedani Vicent Coll Badia.
Amb l'arribada de la democràcia, el primer alcalde democràtic del municipi fou Luis Escrivà Coll, que estigué al càrrec fins 1983.
Entre les preocupacions més importants del nou alcalde estaven l'aigua, l'enllumenat i el fem.
| Anys mandat        | Nom de l'Alcalde                              |
| ------------------ | --------------------------------------------- |
| 1924-1926          | Ricardo Llopis Quinto (Alcalde Pedani)        |
| 1929               | Luis Blat Murgui (Alcalde Pedani)             |
| 1937-abril 1939    | Ricardo Llopis Quinto (Izquierda Republicana) |
| abril - agost 1939 | Vicente Coll Badía                            |
|                    | José Martí Alegre (Alcalde Pedani)            |
|                    | Máximo Coll Hernández (Alcalde Pedani)        |
| 1955               | Secundino Blat Murgui (Alcalde Pedani)        |
| (1 mes)            | José Mª Coll Belda (Alcalde Pedani)           |
| 1958-1979          | Enrique Daries Coll                           |

## Cultura

### Equipaments culturals
- Biblioteca Pública Municipal de l'Eliana és de titularitat municipal i va ser inaugurada l'any 1971 a la Casa de Cultura. Forma part de la Xarxa de Lectura Pública Valenciana (XLPV) i la seua col·lecció bibliogràfica es pot consultar a l'OPAC Xarxa Electrònica Pública de la Comunitat Valenciana.
- Centre Sociocultural

### Associacions culturals
- Centre d'Estudis Locals
- Jam poètica
- Associació Cultural Coetera "Penya del Coet Bufat"

## Monuments

### Monuments religiosos
- Església de la Mare de Déu del Carme, construïda en estil neogòtic a partir de 1880, i finalitzada i consagrada en 1894.[31]
- Antiga ermita de Sant Elies i Santa Anna, en l'actualitat no té funció religiosa.

### Monuments civils
- Torre del Virrei o de Babá. Palauet del 1850, on va residir l'últim Virrei de Mèxic, el Virrei Calleja, i que en l'actualitat és seu d'un museu de joguines i origen de la urbanització Torre del Virrei. Va ser restaurat per l'Escola Taller de l'Eliana.
- Mas del Pilar o del Canonge. Masia de 1817, actualment totalment restaurada i convertida, és una zona verda i una residència de 3a edat. 39° 33′ 29.45″ N, 0° 32′ 13.87″ O / 39.5581806°N,0.5371861°O
- Molí de la Lluna, data de voltant del 1818. L'escriptura de drets data de 1813.
- Masia de Casany
- Restes del palau de Casa Ramos
- Ximeneia de l'antiga fàbrica de la Concepció

### Monuments militars
- Trinxeres de la guerra civil.

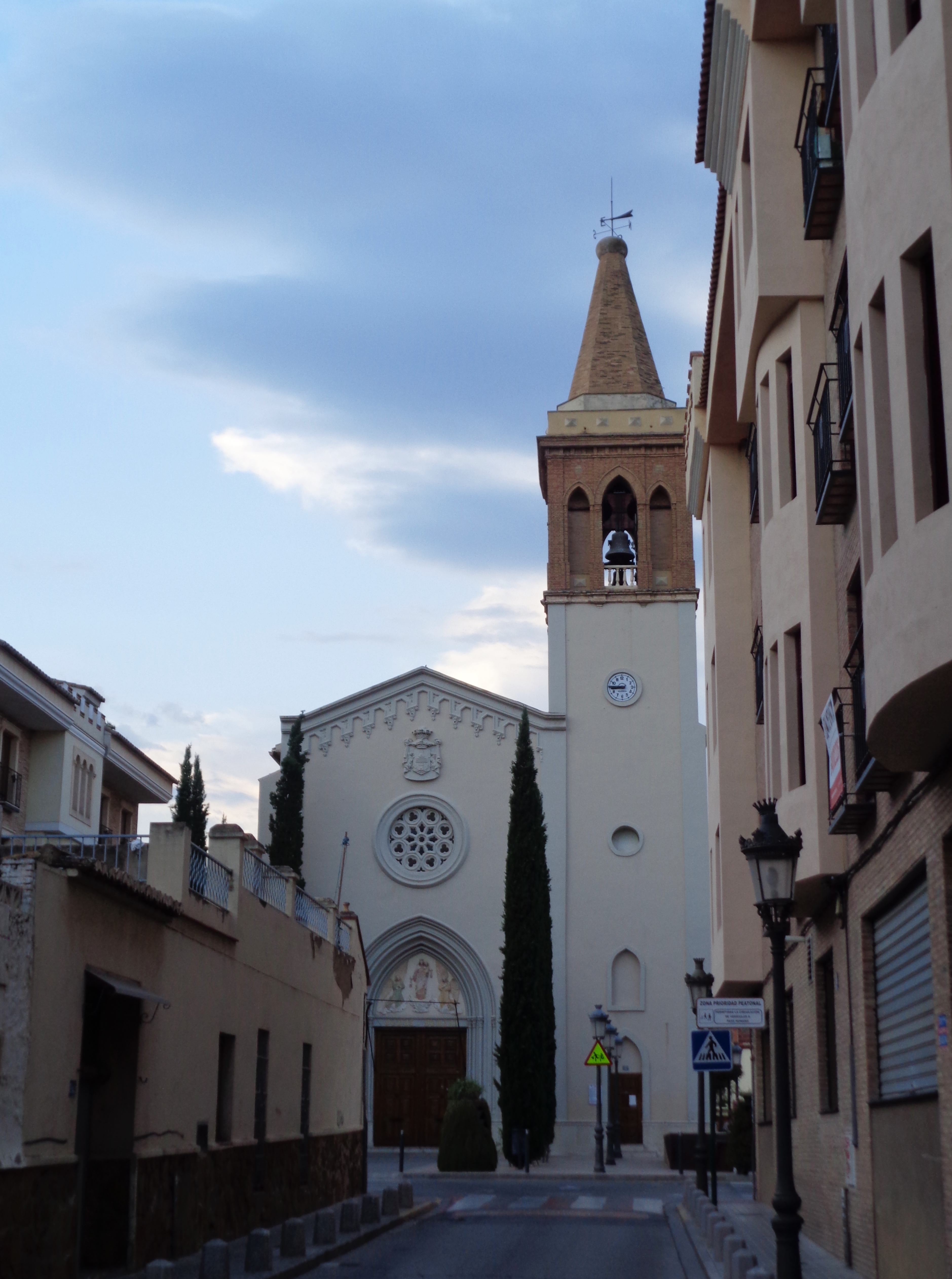
Església de la Mare de Déu del Carme
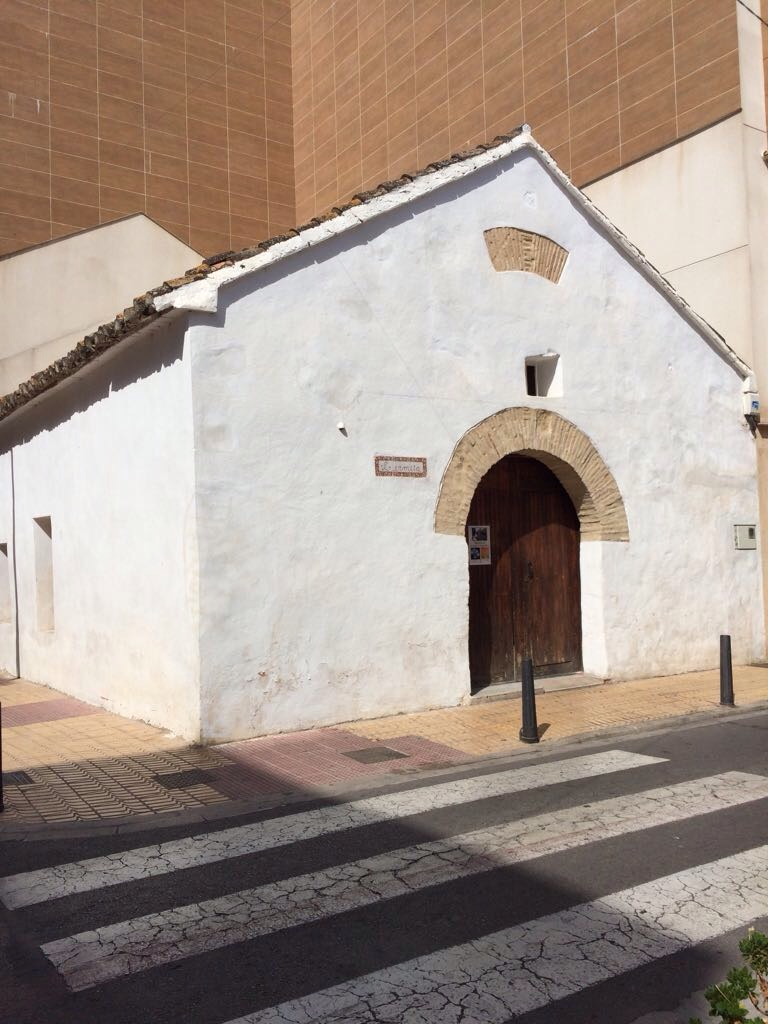
Ermita de Sant Elies
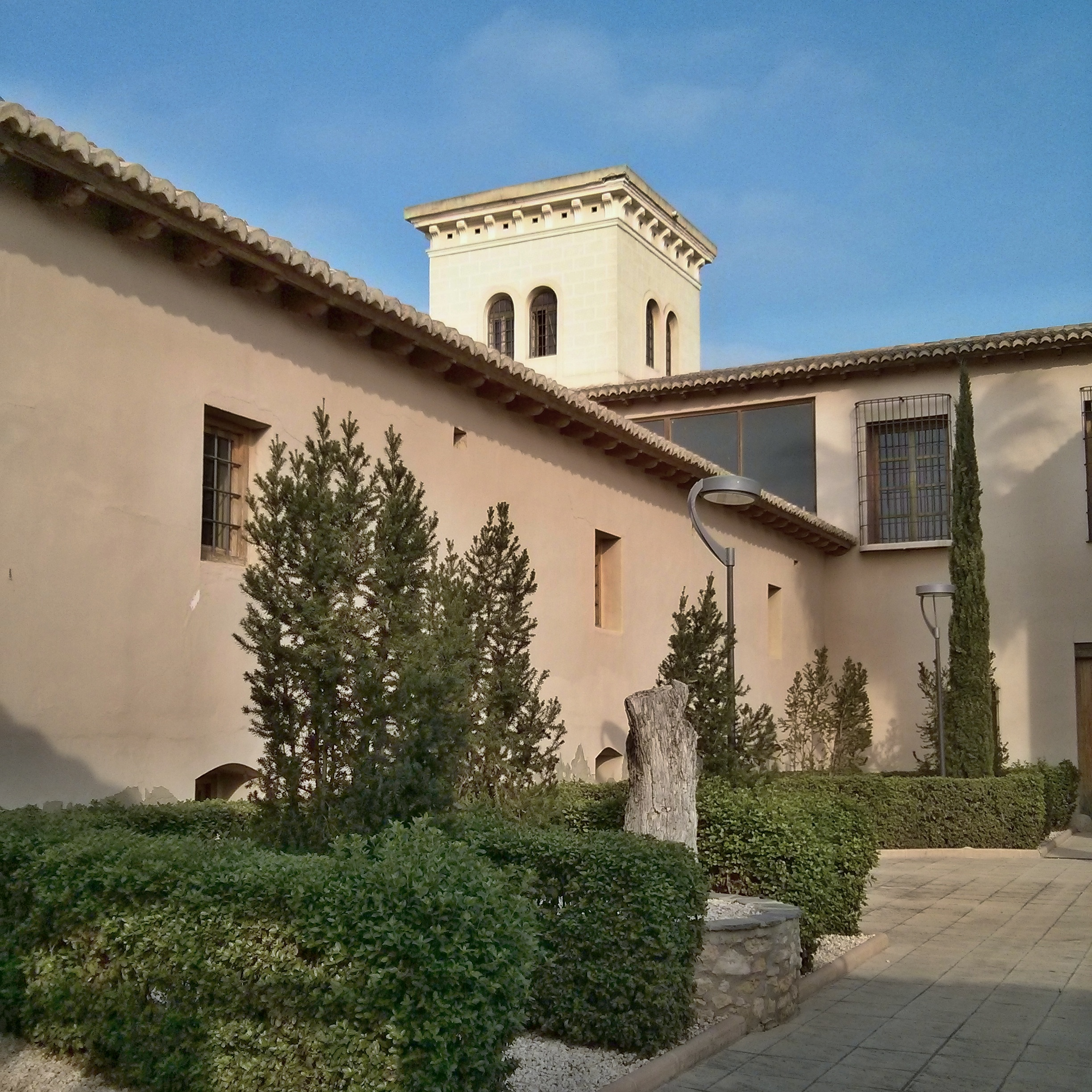
Torre del Virrei
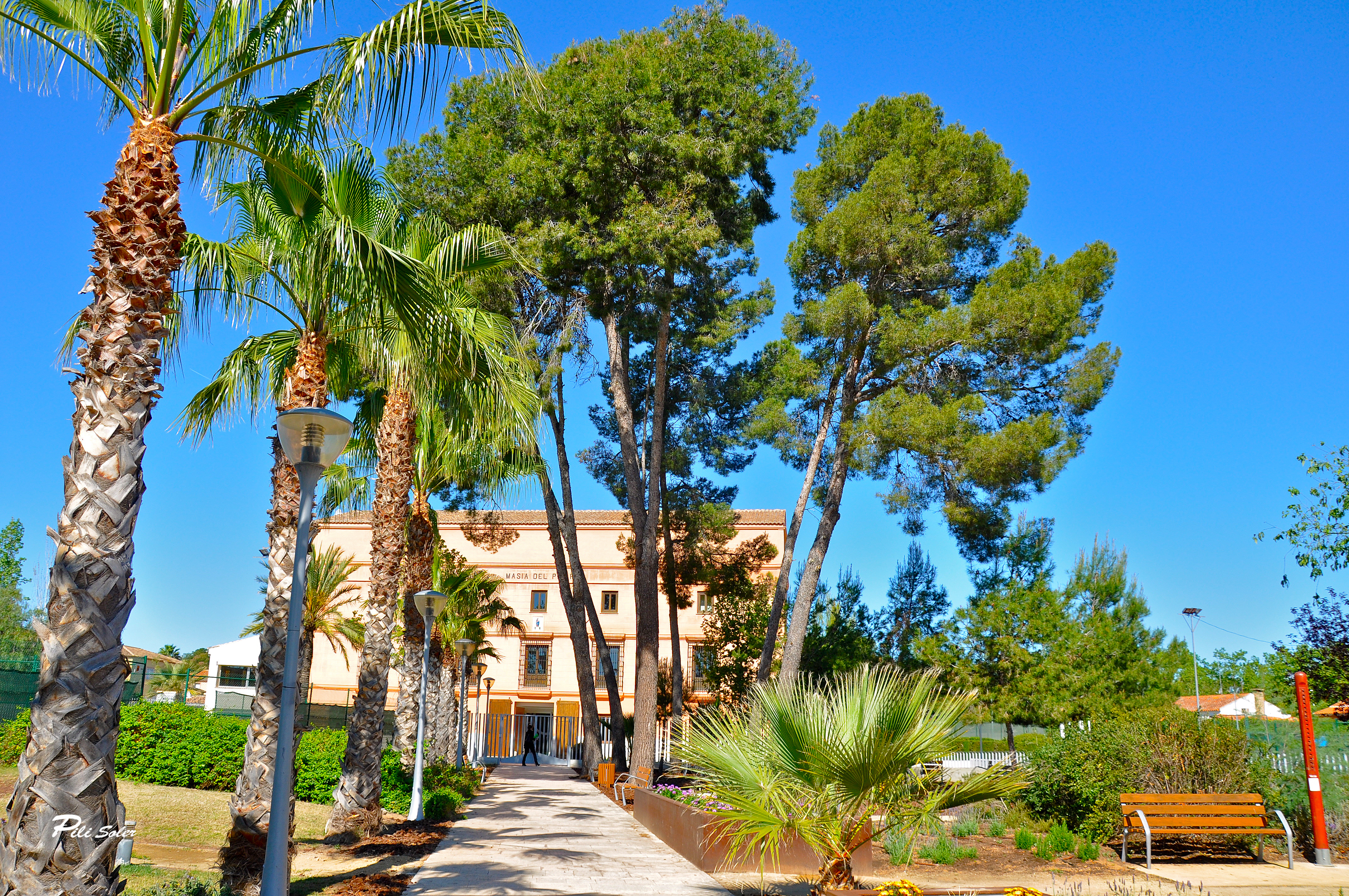
Mas del Pilar
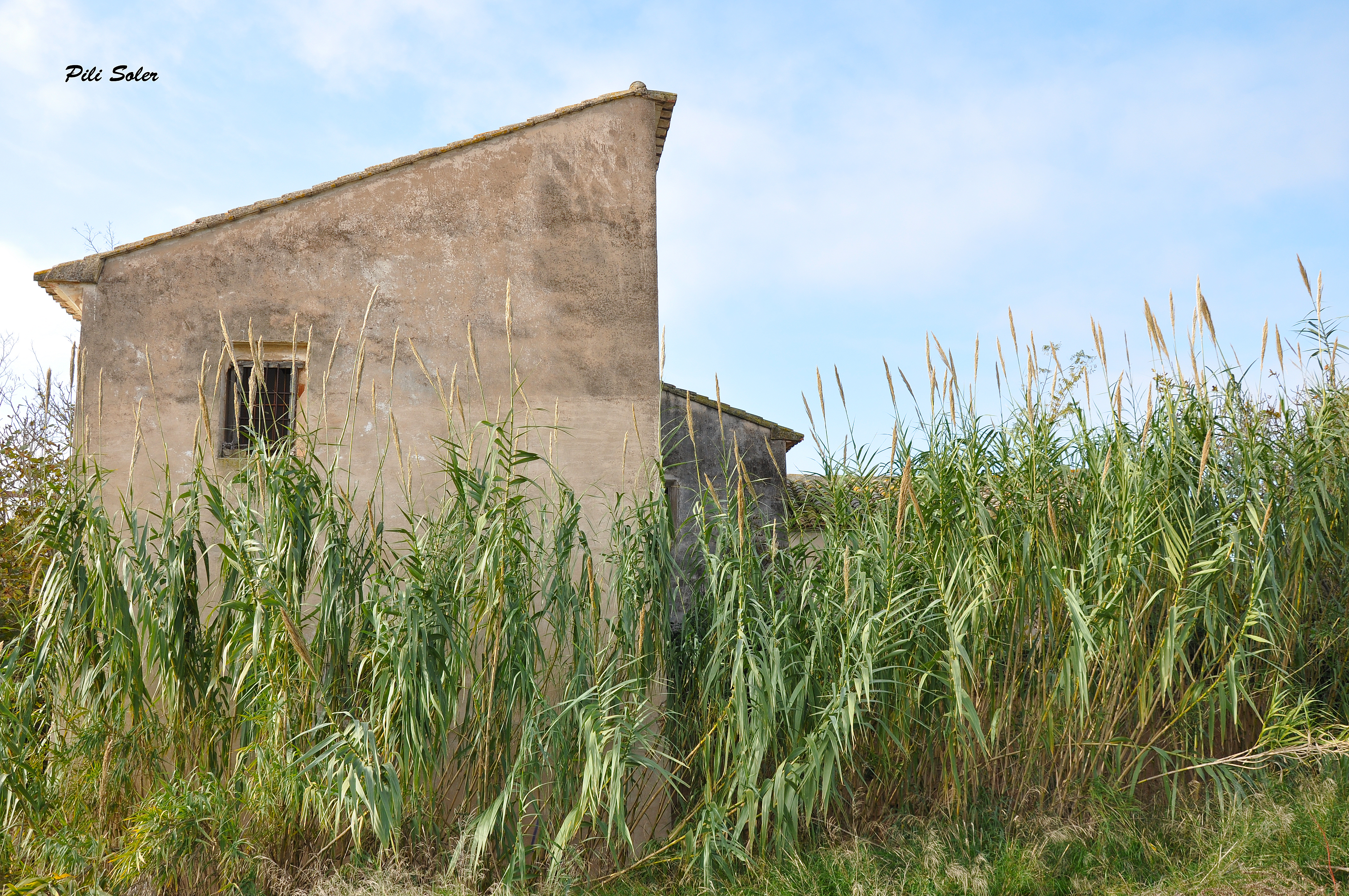
Molí de la Lluna
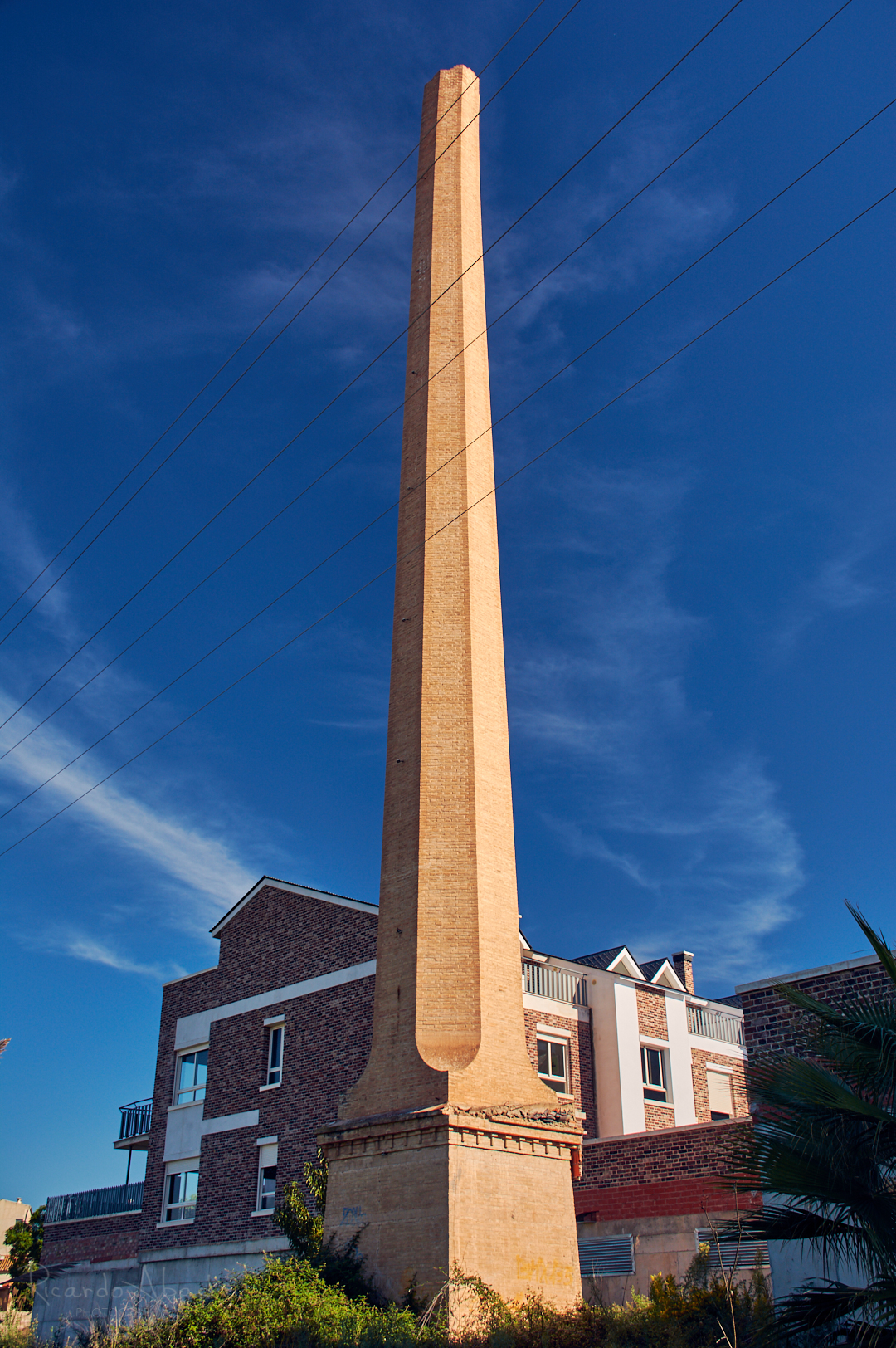
Fumeral de l'antiga fàbrica de la Concepció
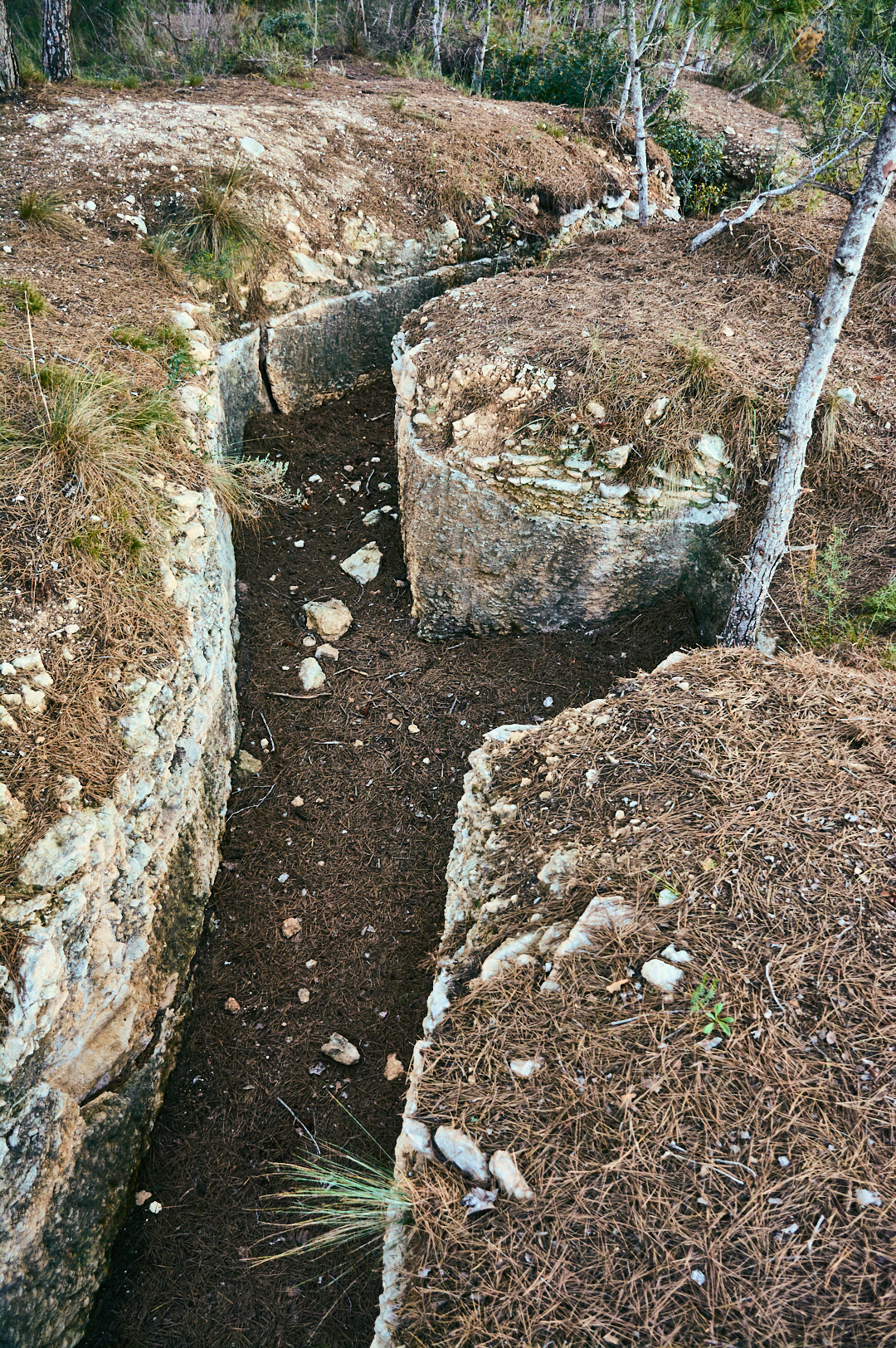
Trinxeres a la Vallesa

## Llocs d'interés

### La Canyada de Mandor o Entrepins
Una de les urbanitzacions pertanyents a l'Eliana, coneguda com a Entrepins, compta amb accessos al confrontant bosc de la Canyada de Mandor, en realitat la part més occidental de la pinada anomenada la Vallesa, on confronta amb el barranc de Mandor. Representa el típic bosc mediterrani, gran zona verda on gaudir de la natura. Centenars de persones de l'Eliana i dels pobles veïns s'acosten al bosc freqüentment a realitzar diverses activitats esportives com ara fúting, bicicleta, motocròs, passejos a cavall, o simplement a passejar. Es tracta d'un paratge pel qual hi ha una gran conscienciació en la comarca, ja que representa un gran pulmó per a la ciutat de València. Darrerament, ha sigut inclòs en el Parc Natural del Túria.
El bosc compta amb un atractiu turístic i històric, ja que existix una llarga línia de trinxeres de la Guerra Civil espanyola que recorre gran part de la zona. Algunes no es troben en bon estat de conservació, però resulten interessants de visitar.

### Elbarranc de Mandor

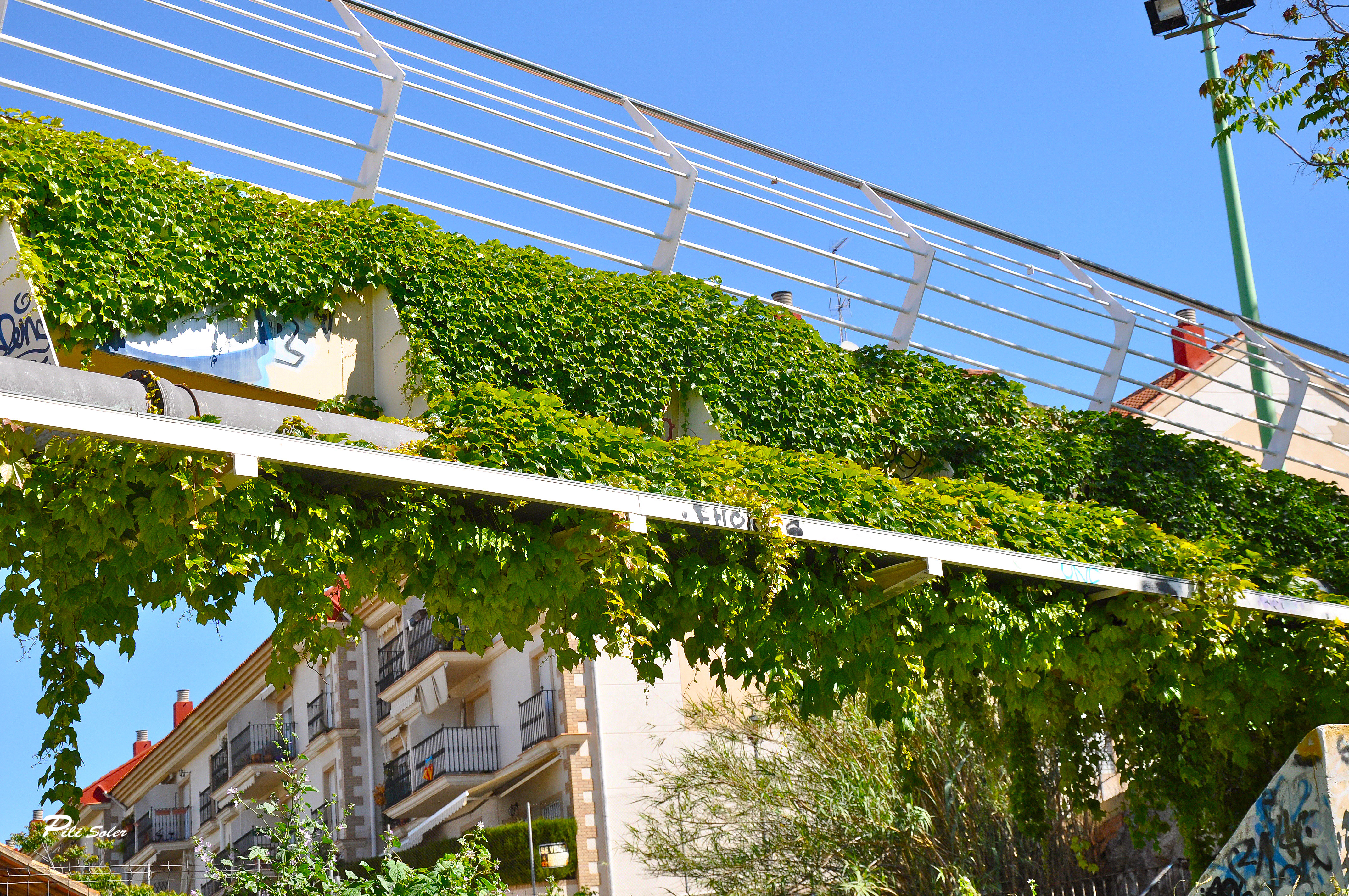
Barranc del Mandor.

Té un cabal bastant reduït i vertebra el terme de l'est a l'oest, passant el nucli urbà pel sud. Des de la dècada dels 70 està cobert fins al terme de Riba-roja de Túria. Així mateix, la línia 2 del metro de València va en paral·lel per la riba dreta fins al poble i després per l'esquerra a l'est del terme. Existixen diverses estructures per a l'aprofitament de les seues aigües, com ara el Molí de la Lluna. Tenia tres assuts, el de la fàbrica de la Concepió, el de la fàbrica del Carme i el de Mandor, que és el que queda actualment en funcionament.

## Transports

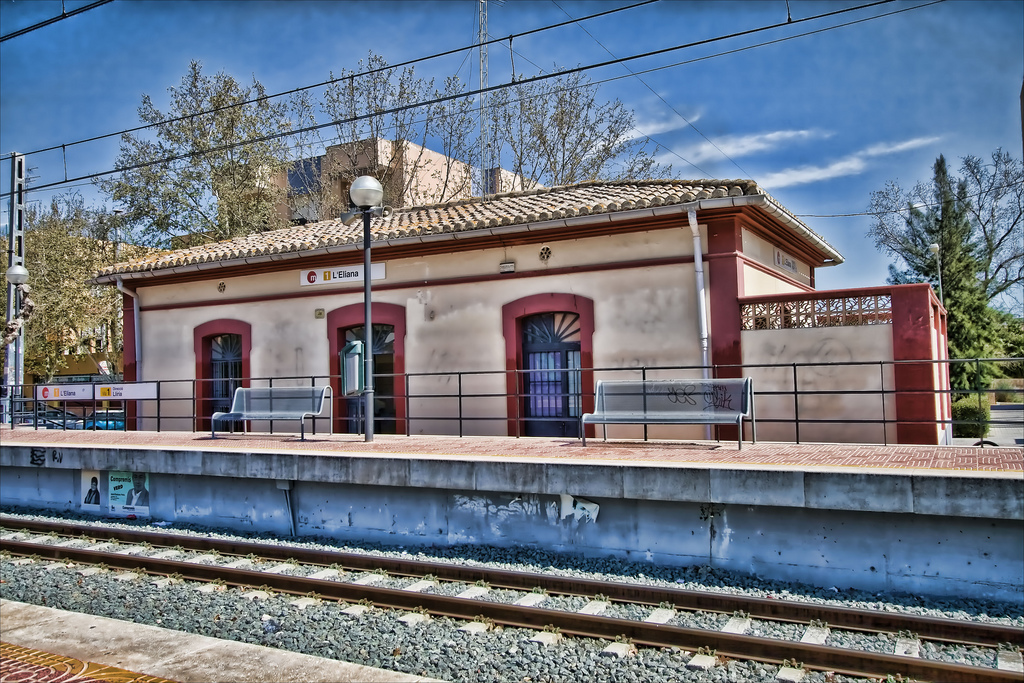
Estació principal del Metro de València a l'Eliana

L'Eliana es comunica directament amb la ciutat de València, Burjassot i Paterna a l'est, i Llíria a l'oest, mitjançant l'autovia CV-35; i amb Riba-roja de Túria i Sant Antoni de Benaixeve mitjançant l'avinguda de les Delícies i la via CV-336, que comunica eixes dos poblacions. Així mateix, compta amb les línies d'autobusos del Metrobús 145 i 146, que van a Llíria a València i de Benaguasil a València, respectivament. Finalment, té 1 estació i 4 baixadors de metro pels quals passa la línia 2 de MetroValencia, que connecta Llíria amb València.

## Festes i celebracions

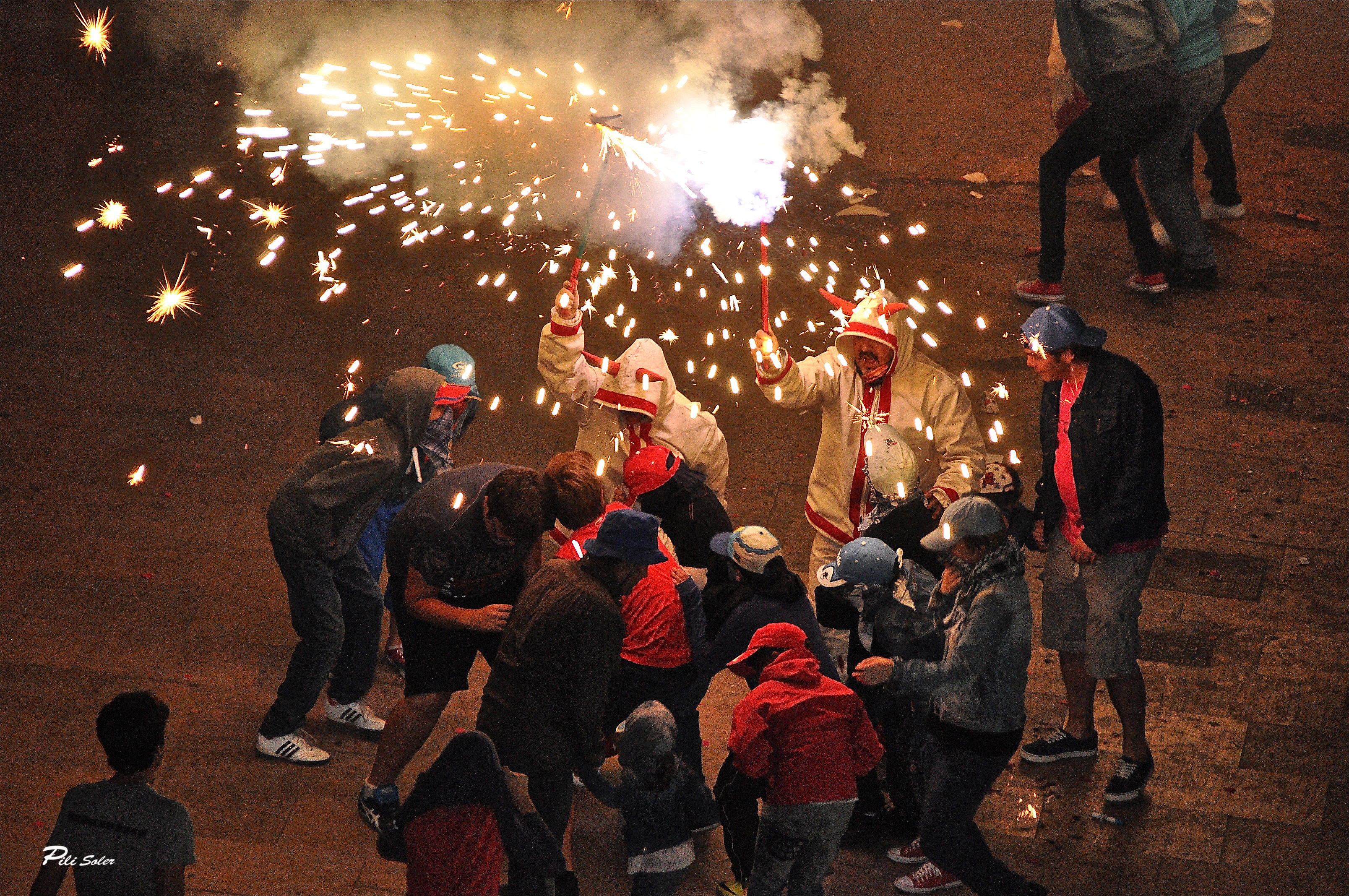
Festes Majors. Correfocs.

- Festes Majors. Se celebren del primer cap de setmana de juliol fins al dia 17 del mateix mes
- Sant Antoni Abat. Se celebra el cap de setmana més pròxim al 17 de gener
- Les Falles se celebren al març. Hi ha quatre falles en la localitat, encapçalades per la Junta Local Fallera
- Mare de Déu dels Dolors. Festivitat que se celebra segons com caiga la Pasqua
- Festes de la Música i de Santa Cecília. Se celebren en el mes de novembre
- Cavalcada de Reis d'Orient. Es fa el 5 de gener

## Esports
Un tret característic de l'Eliana és l'activitat esportiva, en la qual destaca la celebració tots els estius dels Jocs Esportius de l'Eliana, que ultrapassen les trenta edicions i tenen anomenada en les comarques i poblacions pròximes. Fou seu d'un dels millors clubs de la història de l'handbol femení, El Osito L'Eliana. Entre els esportistes elianers destaca Conxa Montaner (1981), atleta que ha destacat internaciolment en el salt de longitud.
A l'Eliana s'ha impulsat la Pilota valenciana amb la construcció d'un Trinquet que acull una Escola de Tecnificació de pilotaris, dirigida per la Federació de Pilota Valenciana, a més de múltiples partides del Circuit Bancaixa d'Escala i corda.

## Persones destacades
- Dolores Marimón Navarro, primera regidora.[33]
- Ramon Chisvert Ballester, Gat I, pilotari.[34]
- Lluis Chisvert Ballester, Gat II, pilotari.[34]
- Josep Aguilar Giner, Locheta, pilotari.[34]
- Ricardo Marco Montaner, pilotari.
- Concepción Montaner Coll, atleta.
- Laura Gómez Ropiñón, judoka internacional.
- Sugoi Uriarte, judoka internacional.
- Javier Sarti, escriptor.
- Víctor Iñúrria, arquitecte.
- Josep Torrent Badia, periodista.
- David Sánchez Llongo, artista faller.